# Descobriment d'Amèrica

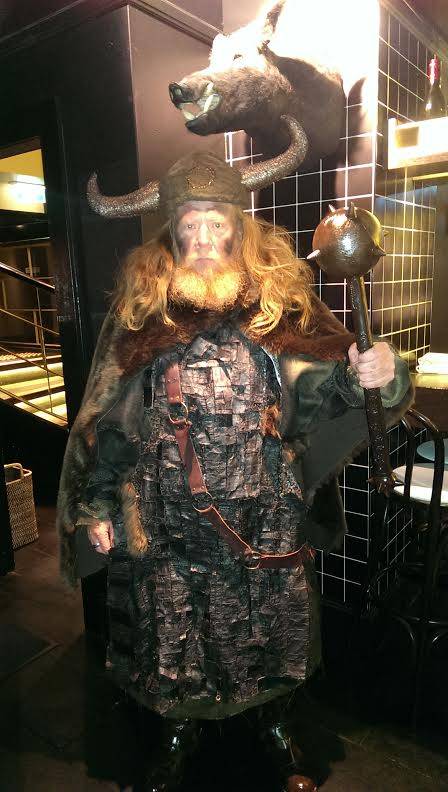
Els 4 viatges dels vikings

El terme descobriment d'Amèrica (arribada a Amèrica) s'utilitza per a referir-se a la primera arribada documentada d'europeus a Amèrica amb grans conseqüències històriques Al segle xv, el terme descobriment era sinònim de cristianització. Per les raons anteriors, s'anomena descobriment d'Amèrica l'arribada d'espanyols comandats per Cristòfor Colom a una illa del mar Carib.
Colom inicià un viatge cap a les Índies amb una nova ruta per l'oest del continent, un itinerari equivocat que el dugué fins a Amèrica el 12 d'octubre de 1492. Des d'un començament, Colom cregué haver arribat a un arxipèlag de l'Índia, de manera que no s'havia adonat que les terres on acabava de posar els peus eren un nou continent. El 1504, Amerigo Vespucci, en una publicació anomenada Novus Mundus, fou el primer a explicar obertament que es tractava d'un nou món: aquest nou descobriment tingué una gran repercussió i èxit arreu d'Europa. El cartògraf Waldseemueller es va precipitar acreditant Vespucci com el descobridor d'un continent i va proposar el nom d'Amèrica a partir d’Amerigo. En edicions posteriors de la seva Cosmografia, Waldseemueller va canviar d'opinió, però el nom ja havia fet fortuna.
Cal tenir en compte que el concepte de descobriment d'Amèrica només té sentit des d'una perspectiva eurocèntrica, ja que el continent americà estava habitat des de feia mil·lennis (una trentena, aproximadament). El mès rellevant, però, és que no existia el dret de cap regne d'anexionar-se territoris per conquesta. Es podia reconéixer l'annexió de territoris per "descobriment", si era atorgat pel Sant Pare. (Veure Alexandre VI el 1493 a les bules Alexandrines). Hi ha evidències clares de manipulació documental per part de les corones d'Aragó i Castella. En els capítols matrimonials del casament dels reis catòlics de 1469 apareix una suposada bula de Pius II (mort 5 anys abans) que beneeix aquest matrimoni entre cosins, ja que l'aleshores papa Paulo II s'hi oposava. Van ser excomunicats, però el Cardenal Rodrigo Borgia el 1471 els va donar una bula de Sixte IV, que legitimava el matrimoni a canvi que donessin la ciutat de Gandia i reconeguessin duc de Gandia a Pedro Luis Borgia.
Cal fer esment que el 1492 el cardenal Rodrigo Borgia va esdevenir el Papa Alexandre VI, que era qui va atorgar els "nous" territoris "descoberts" a Castella.
Aquesta -i d'altres actuacions documentals- fan qūestionar fins i tot el contingut de la suposada còpia de les capitulacions de Santa Fe (l'original es va "extraviar").
A més, com s'ha dit més amunt, hi ha evidència històrica que navegants vikings ja havien arribat a Amèrica a l'edat mitjana. De totes maneres, sí que és cert que el viatge de Colom establí un vincle definitiu entre Europa i Amèrica, que comportà la conquesta i colonització del Nou món per part de les potències europees en els segles següents.

## Viatges de Cristòfor Colom

### Primer viatge de Colom

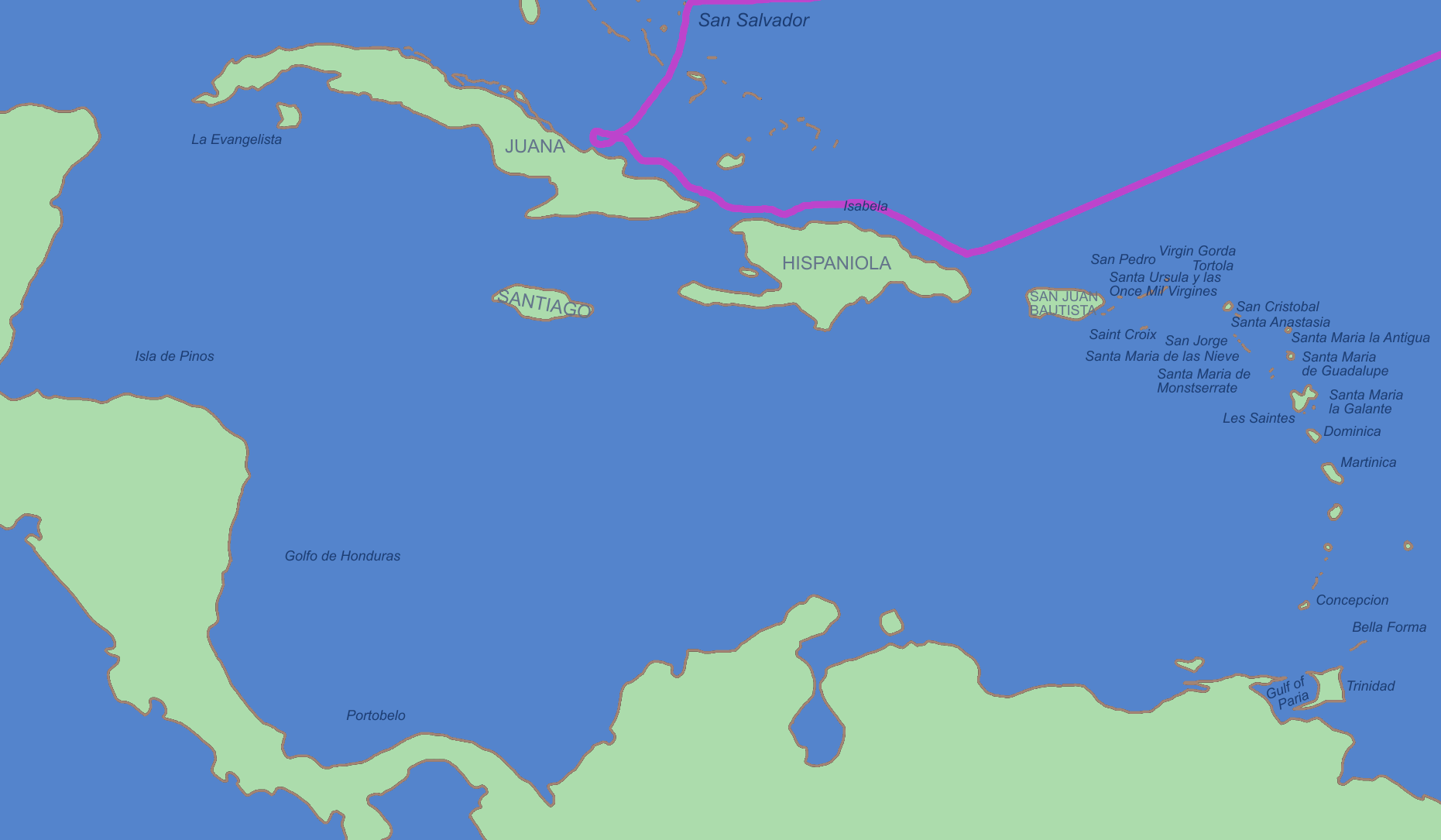
Primer viatge de Colom

Tres embarcacions, la Pinta, la Niña i la Santa María, un pressupost d'uns dos milions de maravedisos sufragat per Isabel I de Castella a través de banquers i burgesos valencians, de la resta d'Espanya i italians, i al voltant de 90 homes, reclutats amb l'ajuda inestimable i primordial dels germans Pinzón: Martín Alonso i Vicente Yáñez, els quals eren copropietaris de la Pinta i la Niña, formaren una flota descobridora que seria de les més transcendentals de la història.
El 3 d'agost de 1492, Cristòfor Colom embarcà amb tota la seva tripulació, i l'endemà, abans de sortir el sol, va salpar del port de Palos de la Frontera (Huelva). El 6 de setembre arribaren a les illes Canàries on s'havien amarrat durant uns dies. A Gran Canària arreglaren el timó de La Pinta i substituïren les veles triangulars originals de la Niña per unes quadrades que la convertiren en la més ràpida de la flota.
El dia 9 de setembre van continuar el seu viatge cap al món desconegut. El seu objectiu era Cipango (l'actual Japó). El dia 13 de setembre, es descobrí la declinació magnètica de la terra, i el 16 arribaren a la mar dels Sargassos. El 24, a bord de les naus hi va haver un intent de motí, però la crisi va ser superada. A partir de l'1 d'octubre, Colom es va adonar que alguna cosa no anava bé. El 6, ja havien sobrepassat les 800 llegües i no hi havia indicis de terra, tot i que segons les seves estimacions haurien hagut de tocar terra després d'haver navegat 700 llegües. Durant la nit del 6 al 7 d'octubre, es produí el primer motí entre els mariners de la Santa María. Els germans Pinzón feren costat a Colom i sufocaren el motí. No obstant això, la nit del 9 al 10 d'octubre el malestar s'estengué a tothom, inclosos els mateixos Pinzón. Aleshores acordaren navegar tres dies més i si després d'aquest temps encara no havien trobat terra ferma, tornarien. El dia 10 van veure ocells, i finalment l'11 a la nit, el grum Rodrigo de Triana cridà des de La Pinta: "Terra a la vista". Així doncs, van desembarcar el 12 d'octubre. En total, havien trigat 36 dies de viatge per arribar a una illa coneguda pels natius com Guanahani, que es rebatejà amb el nom de «San Salvador», dins l'arxipèlag de les Bahames
També van desembarcar a l'illa de Cuba, la qual va anomenar Joana, i també a la Hispaniola. Quan varen arribar aquesta illa el 25 de desembre de 1492, s'enfonsà la nau capitana: la Santa Maria. Les seves restes van ser usades per construir el fort de La Nativitat, que constituïa el primer assentament espanyol a Amèrica.
En la travessia de tornada, una tempesta separà les dues naus que quedaven. La Pinta, amb Martín Alonso Pinzón, desembarcà a Baiona. D'altra banda, la Niña, amb Colom a bord, arribà el 4 de març a Lisboa.
El dia 9 de març, Colom s'entrevistà amb el rei de Portugal: el va convèncer que l'expedició no interferia en les seves propietats allen mar. El dia 13 partí de Portugal i es va dirigir a Palos de la Frontera. Les dues caravel·les arribaren a port el 15 de març de 1493.

### Segon viatge de Colom

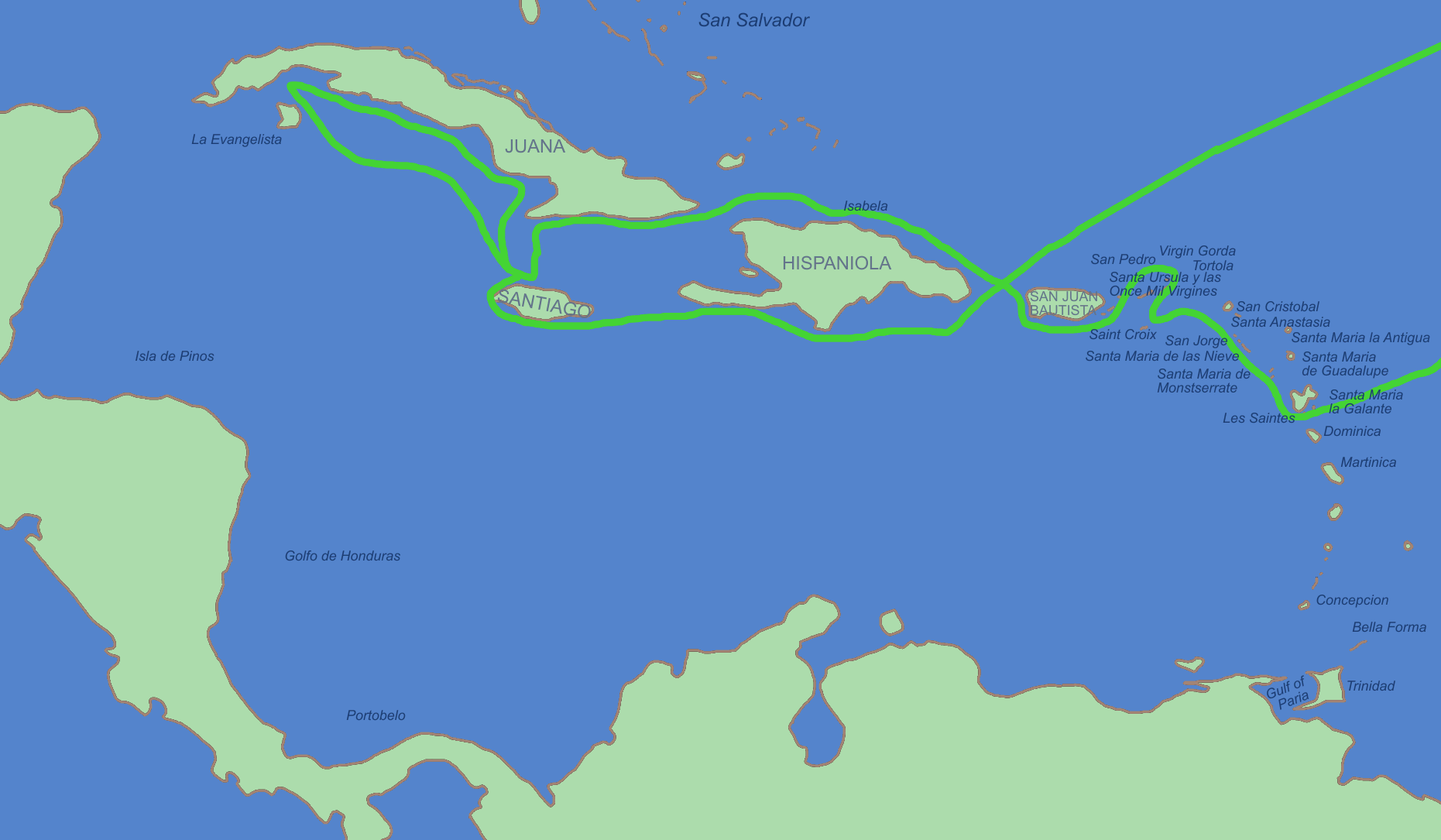
Segon viatge de Colom

El 25 de setembre de 1493, Colom tornà a salpar amb disset vaixells (5 naus i 12 caravel·les), amb mil cinc-cents homes, direcció a les Índies des del port de Cadis acompanyat per l'aragonès fra Bernat Boïl a qui el papa, valencià de Xàtiva, Alexandre VI havia donat a través de les seues butlles tots els poders pontificis per erigir esglésies, predicar i aplicar les penitències que trobara convenients., Un altre destacat acompanyant de Colom fou el català Pere Margarit, cap militar de l'expedició, el navegant Miquel de Ballester, Diego Colom, germà d'en Cristòfor, Miquel de Cuneo,Diego Alvar Chanca, Juan Ponce de León, Antonio de Torres, Pedro de Las Casas (pare de Bartolomé de Las Casas), Juan de la Cosa, Alonso de Hojeda, i fra Ramon Pané, primer etnògraf d'Amèrica.
L'objectiu d'aquest viatge fou explorar, colonitzar, i predicar la fe catòlica pels territoris que havien descobert sota l'aixopluc de les butlles alexandrines que protegien els territoris descoberts de les reclamacions portugueses.
Un cop Cristòfor ja havia salpat direcció Cadis i Amèrica, el seu germà Bartolomé Colom arribà des de la Cort de França fins a Barcelona. Allà, els reis li van proporcionar tres vaixells, amb els quals Bartolomé decidí anar a buscar el seu germà a Amèrica. El va trobar a Santo Domingo, al fort de la Nativitat.
El 3 de novembre del 1493 descobrí l'illa de Guadalupe, a uns 480 quilòmetres (300 milles) al sud-est de l'actual Puerto Rico, al centre de l'arxipèlag de les Petites Antilles. El dia anterior havia vist en el mateix arxipèlag de Guadeloupe les illes La Désirade i Maire-Galante que va rebre el nom de la segona caravel·la. Desembarcà a Basse-Terre que és la part més muntanyosa de l'illa en el poble de Capesterre. El nom de Guadalupe prové de la semblança del massís muntanyós de Basse-Terre amb el monestir extremeny de Santa María de Guadalupe. Els indis caribs l'anomenaven Karukera, l'illa de les aigües boniques.
L'11 de setembre de 1493 va arribar a l'illa de Montserrat i el 16 de novembre de 1493 a l'illa de Boriquen, l'actual Puerto Rico.
El 27 de novembre de 1493 arriba al fort de Nativitat, a l'illa Hispaniola, trobant el fortí destruït i tots els companys morts. Rastrejà la costa cercant un emplaçament més segur, i el sis de gener de 1494 fundà la ciutat de la Isabella.
A meitats de febrer fa tornar dotze vaixells cap a la península, sota el comandament d'Antonio de Torres, qui portà un Memorial als reis catòlics reclamant ajut desesperadament, especialment menjar i que es paguessin els sous de la gent.
Es queixava en aquest memorial que li havien enviat 200 persones sense sou, que així no tenien recursos per a resoldre les seves necessitats i que molts dels enviats amb suposats oficis els desconeixien.
El 12 de març va iniciar la seva penetració a l'illa, i va fer construir el fort de Sant Tomás. A mitjans d'abril inicià l'exploració de Cuba i Jamaica.
Del 14 al 15 de setembre de 1494 observà un eclipsi lunar.
Poc després de partir Torres, els problemes que Colom preveia començaren a apuntar, i Bernal de Pisa amb una colla de gent van intentar prendre una nau per tornar a la península. Boyl i Margarit abandonaren Colom, i els 400 soldats es dedicaren a robar béns i dones als indígenes.
Al final de l'any, va arribar una flota de reforç comandada per Antonio de Torres. Aquesta flota va tornar a la península el 24 de febrer de 1495 amb un carregament de 400 esclaus i una altra carta on Torres es queixava amargament de les ambicions tant de religiosos com seglars. Torres els considerava "gent perduda" que havien anat a les índies només per enriquir-se "sense cap treball ni pena"
L'11 de març de 1496, Colom tornà a la península amb dues naus, la Ninya i la Yndia (la primera caravel·la construïda al Nou Món). L'11 de juny va arribar a Cadis.

### Tercer viatge de Colom

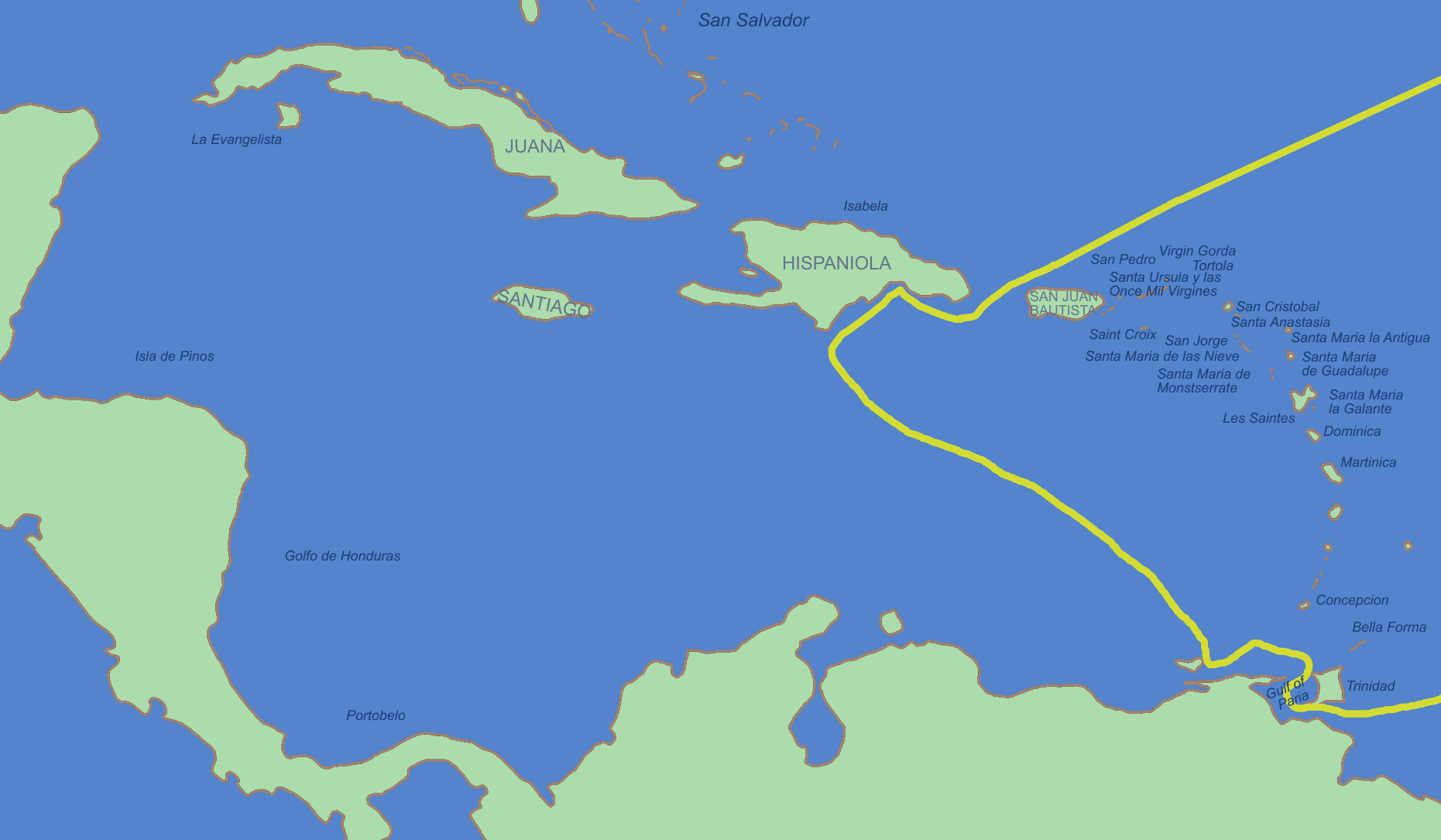
Tercer viatge de Colom

El 30 de maig de 1498, Colom partí des de Sanlúcar de Barrameda. Va capitanejar vuit vaixells (Santa Cruz, Santa Clara, La Castilla, La Gorda, La Rábida, Santa Maria de Guia, La Gaza i la Vaqueña) amb una tripulació de 226 persones. El frare Bartomus Casaus va acompanyar Colom (que més endavant proporcionà una part de les transcripcions dels diaris de Colom).
Va fer una primera escala a les illes portugueses de Cabo Verde. Arribà el 31 de juliol a l'illa Trinitat. L'1 d'agost de 1498, va tocar per primera vegada terra continental, que ell va anomenar Illa Santa.
Des del 4 d'agost fins al 12 d'agost d'aquell mateix mes, explorà el golf de Paria, la Boca de Dragó, i l'illa Margalida, i navegant per les illes de Tobago (Bella Forma) i Granada (Concepció), va arribar fins al riu Orinoco; 
El 31 d'agost retornà a La Hispaniola, a la ciutat de Santo Domingo fundada per Bartomeu Colom, i trobà que la majoria dels colons allà assentats estaven descontents, car se sentien estafats per no trobar les riqueses que Colom els havia promès.
Els reis havien enviat a l'administrador reial Francisco de Bobadilla a La Hispaniola l'any 1500, amb una flota de tres naus. Van arribar el 23 d'agost de 1500 a Santo Domingo. Allà van trobar Diego Colom, germà de l'Almirall, ja que Bartomeu Colom s'havia trobat amb Roldan a Xaraguà per tal de reprimir una conspiració. Mentrestant, Cristòfor Colom era a la Concepció.
Cristòfor va arribar el 15 de Setembre. Bobadilla va fer detenir i encadenar Diego i Cristòfor Colom, va obligar Cristòfor a escriure a Bartomeu Colom perquè es presentés a Santo Domingo, cosa que l'Almirall va fer. Quan Bartomeu va arribar, fou detingut i tancat juntament amb els seus germans.
A primers d'octubre de 1500, els germans Colom van ser enviats a la península, que van portar els documents de la investigació de Bobadilla, i també la documentació dels processos que Colom havia instruït contra els delinqüents. Colom refusà que li traguessin els grillons en tot el viatge forçat de retorn.
El 25 de novembre de 1500, arribaren altre cop a Espanya, i allí van continuar empresonats fins que els reis es van assabentar, de manera que van ordenar que els alliberessin i van manar enviar 200 ducats als presoners.
El 17 de desembre de 1500 arribaren a Granada i es presentaren davant dels reis.

### Quart viatge de Colom

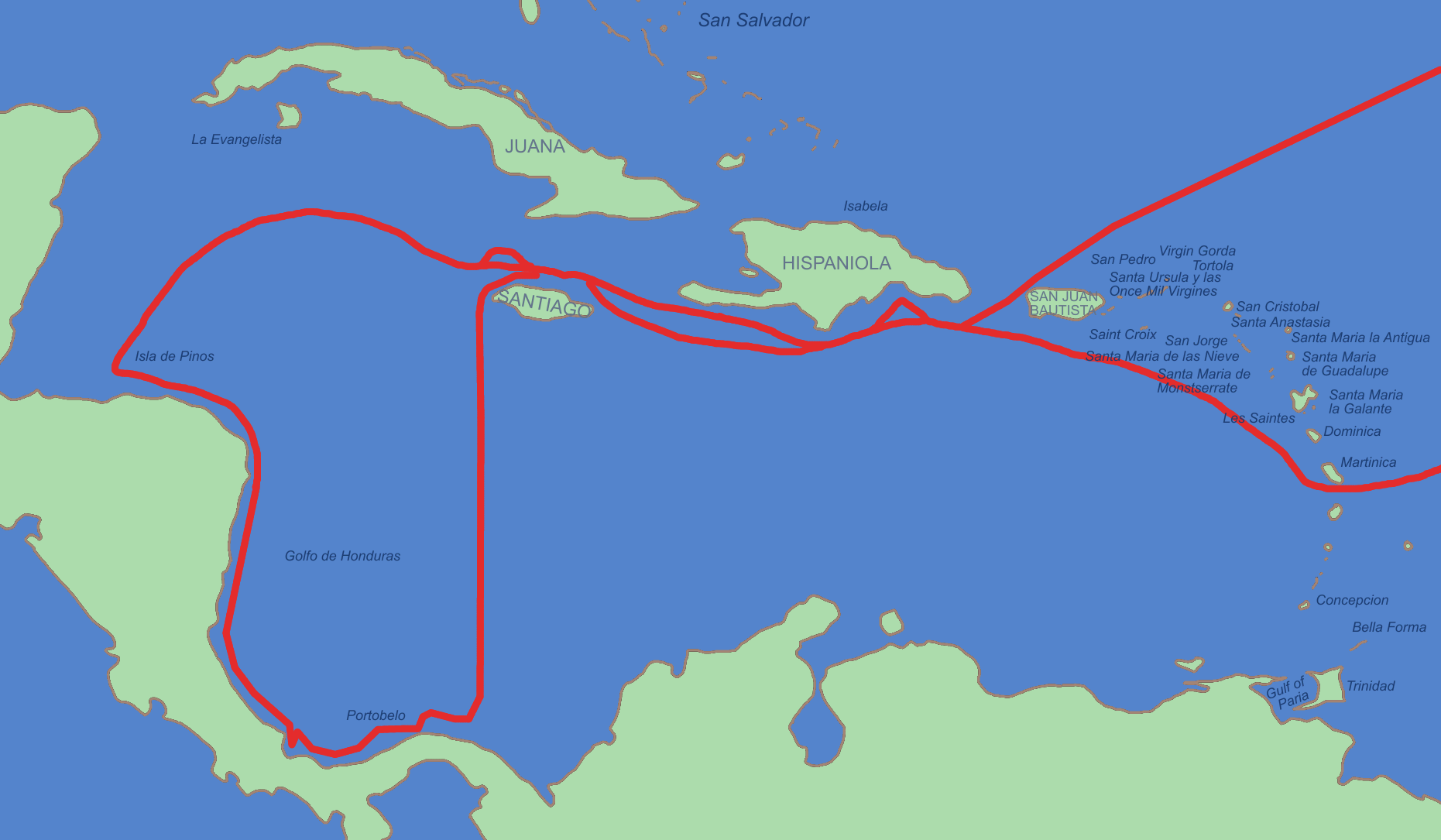
Quart viatge de Colom

El 13 d'abril de 1502 s'inicià el viatge a Sevilla, fent escala a Cadis el 9 de maig i el 25 de maig a Gran Canaria. En total, eren dues caravel·les i dues naus (Santa Maria, Santiago, La Gallega i Vizcaino), i 139 homes (cap dona). D'aquests homes, 38 no tornaren mai a la península, 35 moriren en combats, i 4 desertaren per les illes. La tripulació va arribar el 29 de juny a Santo Domingo. Allà, el nou governador Nicolas de Ovando els va prohibir desembarcar, seguint les ordres dels Reis Catòlics.
El 30 de juliol van començar a explorar les costes de l'actual Hondures, i van arribar a l'illa Guanaja. Més tard, el 16 d'octubre, van desembarcar al continent. Fou aleshores quan els indígenes del llac Chiriqui els van dir que estaven en un istme, i que només faltaven nou dies de marxa fins a l'Oceà Pacific. Colom, però, no els va fer cas i perseguí obsessivament les perles i metalls preciosos per acontentar la Corona.
El 18 d'octubre de 1502 van arribar a les costes de Veragua. El 6 de gener intentaren fundar la ciutat de Betlem en aquest territori: fou el primer assentament al continent. La intenció de Colom era deixar Bartomeu allà i així poder marxar ell a Castella. Tot i així, no se'n va sortir. El 16 d'abril van marxar de Betlem amb tres caravel·les corcades.
L'any 1503, Colom descobrí les illes anomenades Caiman Brac i Petites Caiman que reberen el nom de "Les Tortugues". Tanmateix, mai arribà a conèixer l'illa de Gran Cayman. Aquest viatge fou l'últim que va fer per les Gran Antilles. El terme Les Tortugues vingué donat per la gran quantitat de tortugues que hi havia als voltants d'aquestes illes.
El 25 de juny de 1503, Colom i els seus van arribar a Jamaica. Allà, dos dels vaixells que li quedaven van ser destruïts. El 7 de juliol de 1503, va enviar una carta als reis amb Diego Mendez. Així doncs, Diego Mendez i Bartolomeo Fieschi, amb l'objectiu de demanar ajut, van anar des de Jamaica fins a la Hispaniola amb una canoa índia. Ovando, però, impedí enviar ajut a l'Almirall durant mesos.
El 2 de gener, Colom va patir un altre motí a causa de la manca d'aliments. Tanmateix, a fi d'aconseguir menjar dels indígenes, va tenir la idea de treure partit de les taules astronòmiques d'Abraham Zacuto, de manera que va predir un eclipsi de lluna el 29 de febrer.
Finalment, el 29 de juny de 1504 van ser rescatats de Jamaica en un vaixell enviat per Diego Mendez i el 13 d'agost van arribar a la Hispaniola. Més tard, l'11 de setembre de 1504, van sortir de Santo Domingo i arribaren a Sanlucar de Barrameda el 7 de novembre.

## Altres viatges a Amèrica

### Anglaterra
Joan Cabot (c 1450 - c 1498), conegut en anglès amb el nom de John Cabot, va ser un navegant venecià nacionalitzat el 1476 que al servei d'Enric VII d'Anglaterra realitzà la primera expedició anglesa a Amèrica del nord.
Salpà el maig de 1496 del port de Bristol a bord del Matthew, i arribà a Newfoundland el 24 de juny de 1497. De retorn a Anglaterra va ser nomenat Almirall, i l'any 1498 tornà a Amèrica amb una expedició composta per cinc vaixells que van desaparèixer al mar.
El fet que els ambaixadors castellans, Pedro de Ayala i González de Puebla, diguessin a la cort anglesa que ell era "otro genovès como Colom", i que els topònims fossin catalans a les primeres terres descobertes per Cabot al mapa del seu fill, ha fet pensar a alguns historiadors que Cabot era originàriament català.
El seu fill Sebastià Cabot, en una expedició de 1508, trobà el pas del nord.

### Portugal

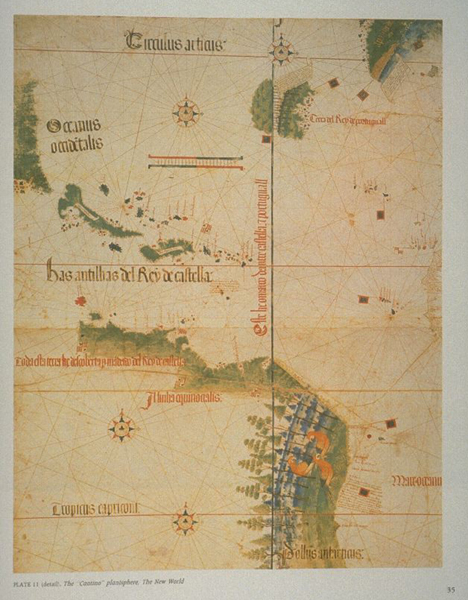
Mapa Cantino de 1502, que demostra que els portuguesos coneixien millor el Carib que els espanyols.

Pedro Álvares Cabral, el 22 d'abril de 1500, després de quaranta-tres dies de viatge, va arribar a l'actual Bahia (Brasil), i seguí navegant cap al sud. Fundà la badia de Santa Cruz Cabrália. Després va anar al cap de Bona Esperança, on va perdre quatre de les seves naus, entre elles, irònicament, la de Bartolomeu Dias, un navegador que havia descobert el 1488.
Gaspar Corte-Real, fill de João Vaz Corte Real, en una expedició que sortí de Lisboa l'any 1500, arribà a Terranova (Newfoundlandd). El 1501 hi tornà, però no arribà. El 1502, el seu germà Miguel Corte-Real, anà a cercar-lo i tampoc tornà.

### Regnes de les Espanyes

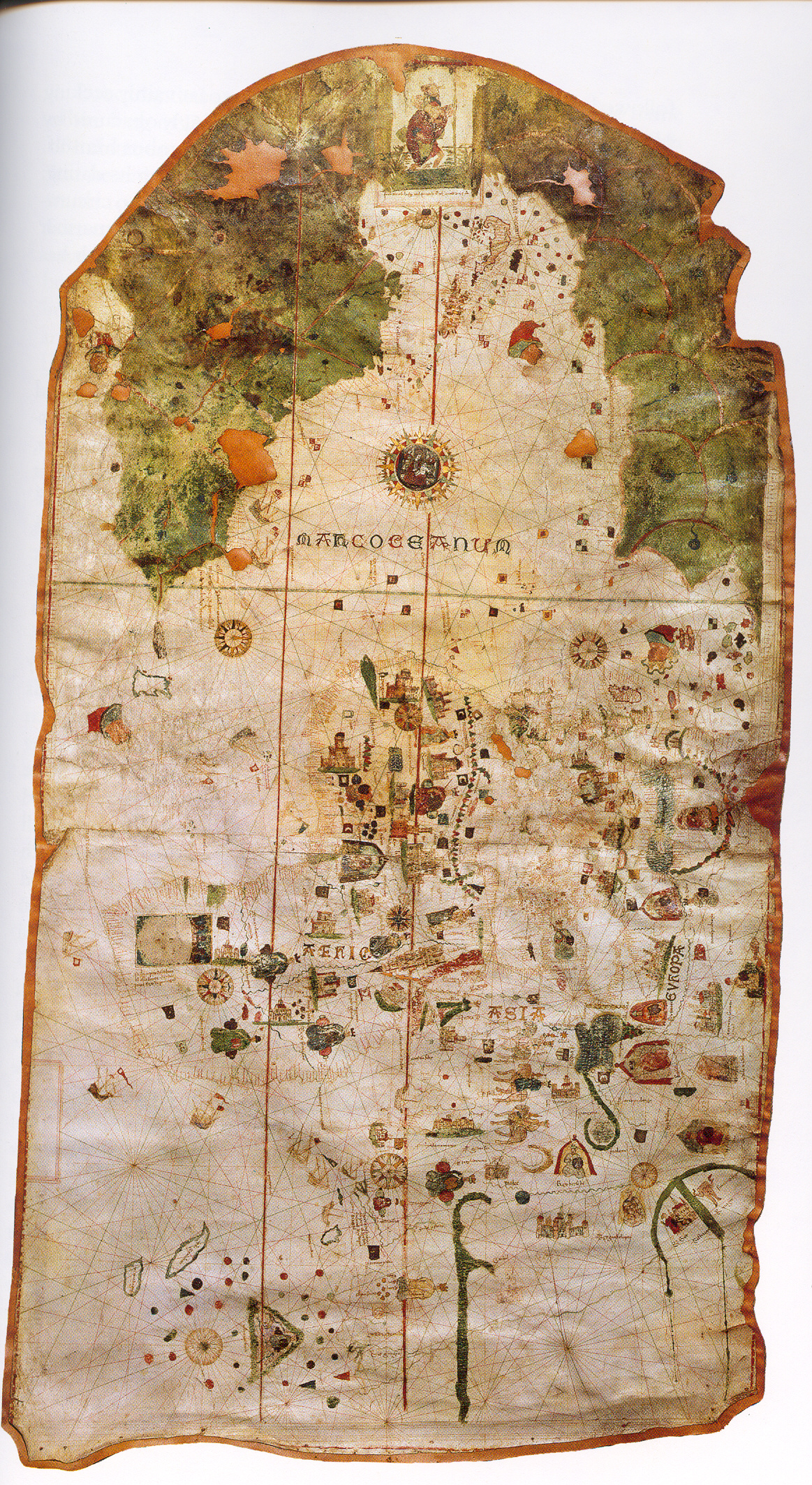
Mapa atribuït a Juan de la Cosa, de 1500, amb les illes i terres descobertes.

Malgrat l'acord de Capitulacions amb Colom, el rei Ferran el Catòlic concedí permisos a altra gent per a explorar el Nou Món. Aquest seguit de viatges són coneguts amb el nom de Viatges menors o andalusos.
El 18 de maig 1499, Alonso de Ojeda, Amerigo Vespucci i Juan de la Cosa salparen en una expedició. Vespuci se separà i anà a parar a Brasil. Ojeda anà a parar a la desembocadura de l'Orinoco, i explorà les costes fins a Veneçuela, recollint notícies sobre riqueses. Aquestes notícies van ser investigades per altres mariners que al final van trobar dipòsits de perles. En arribar a la Hispaniola el 5 de setembre de 1499, els partidaris de Colom els tiraren en cara el fet que l'expedició es dugué a terme sense que Colom en sabés res. Així doncs, van haver de salpar cap a la península i el juny de 1500 arribaren a Cadis.
El mateix any, el 1499, Vicente Yáñez Pinzón, mitjançant unes capitulacions signades amb el bisbe Juan Rodríguez de Fonseca, organitzà una expedició amb quatre caravel·les, sent el primer europeu a arribar al riu Amazones. i al Brasil el 26 de gener de 1500. Tornà a la península el 30 de setembre de 1500 amb un carregament de fusta de brasil. En una nova capitulació, signada amb Ferran el catòlic el 5 de setembre de 1501, on el nomenen capità i governador de Santa Maria de la Consolación fins a la desembocadura del riu Amazones, però no va tornar a la zona. L'any 1505, tornà al Carib amb la missió de cercar un pas a l'oceà pacífic, i explorar tota la costa d'Amèrica Central, i de la península de Yucatán, fou allí on establí el primer contacte amb la civilització asteca. Després, tornà a la península i s'establí a Triana (Sevilla). Va morir a la darreria de setembre de 1514.
- Ojeda partí novament el gener de 1502 amb una nova capitulació signada amb Ferran el Catòlic el 8 de juny de 1501. Fou nomenat governador de Coquibacoa, juntament amb Juan de Vergara i Garcia de Campos. Amb quatre caravel·les, van repetir el recorregut de la primera vegada que van anar a la recerca de perles i or. Els seus socis se li revoltaren i l'empresonaren a la Hispaniola, un període que va començar el 1502 i va acabar el 1504 quan Ojeda va ser alliberat per ordre del bisbe Fonseca. Restà a la Hispaniola fins al 1508, quan Juan de la Cosa aconseguí una capitulació de Ferran que data el 6 de juny de 1508, per a la colonització i governació de la costa dels actuals Hondures, Nicaragua i Veneçuela. El 10 de novembre de 1509 va partir de Santo Domingo i arribà a l'actual Cartagena d'Índies (Colombia), on llegí als indígenes la proclamació de l'annexió a la Corona Hispànica. La festa va acabar en una batalla: van perseguir els indis terra endins i Juan de la Cosa va morir. Ojeda tornà a la Hispaniola i es va instal·lar novament a la zona com a governador de Nueva Andalucía, fundant San Sebastián de Uraba el 20 de gener de 1510. Finalment, Ojeda morí a Santo Domingo el 1515.[36]